# ماتياس أولين
ماتياس أولين هو سباح سويدي، ولد في 4 فبراير 1978 في تريليبورج في السويد.

## وصلات خارجية
- ماتياس أولين على موقع الاتحاد الدولي للسباحة (الإنجليزية)
- ماتياس أولين على موقع اللجنة الأولمبية الدولية (الإنجليزية)
- ماتياس أولين على موقع أوليمبيديا (الإنجليزية)
- ماتياس أولين على موقع اللجنة الأولمبية السويدية (السويدية)